# 加利西亚苏维埃社会主义共和国

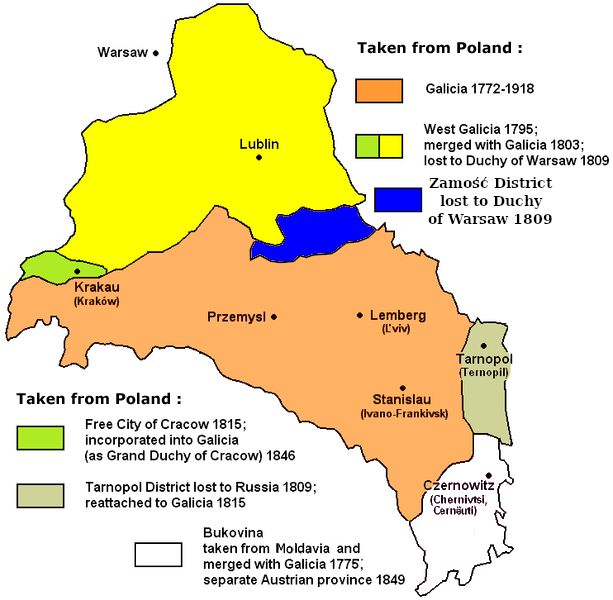
加利西亚地区疆域的变迁，1772~1918

加利西亚苏维埃社会主义共和国（羅馬化：Halytska Sotsialistychna Radianska Respublika）是奥匈帝国解体后，加利西亚地区被波兰和捷克斯洛伐克占领，存在于1920年7月8日－1920年9月21日（波苏战争期间），由红军在西南战线建立的一个社会主义共和国。这个政权共存在2个多月，且不被国际广泛承认。